# Geertruidenberg
Geertruidenberg és un municipi de la província del Brabant del Nord, al sud dels Països Baixos. L'1 de gener del 2009 tenia 20.885 habitants repartits sobre una superfície de 29,69 km² (dels quals 2,99 km² corresponen a aigua). Limita al nord amb Werkendam, a l'oest amb Drimmelen, a l'est amb Waalwijk i al sud amb Oosterhout i Dongen.

## Centres de població
- Geertruidenberg
- Raamsdonk
- Raamsdonksveer

## Ajuntament
- Keerpunt74, 5 regidors
- PvdA 4 regidors
- CDA 3 regidors
- Partij Samenwerking 2 regidors
- VVD 2 regidors
- SP 2 regidors
- GroenLinks 1 regidor